# Mike Adams (giocatore di football americano 1990)
Mike Adams (Farrell, 10 marzo 1990) è un giocatore di football americano statunitense che gioca nel ruolo di offensive tackle per i Pittsburgh Steelers della National Football League (NFL). Fu scelto nel corso del secondo giro (56º assoluto) del Draft NFL 2012 dagli Steelers. Al college ha giocato a football ad Ohio State.

## Carriera

### Pittsburgh Steelers
Considerato uno dei miglior prospetti tra gli offensive tackle disponibili nel Draft 2012, Adams fu scelto nel corso del secondo giro dagli Steelers. Nella sua stagione da rookie disputò 10 partite, 6 delle quali come titolare mentre nella successiva ne disputò 15, 10 come titolare.

## Statistiche
| Partite totali      | 32 |
| Partite da titolare | 16 |

Statistiche aggiornate alla stagione 2014